# 2020年中国南方水灾

受水灾影响的省份

2020年中国南方水灾指2020年5月下旬起在中国长江中下游地区、淮河流域、西南、华南及东南沿海等地因持续强降水引发的严重洪灾。从6月至9月上旬，全国70%的县（市）出现暴雨，700多条河流水位超警戒，多条江河同时发生流域性洪水，多省發生暴洪、城區內澇、漬災，导致1998年以来最严重的一次汛情。水災亦波及2020年7月中國高考，部分水災區如安徽歙县因為河水倒灌進城區，考生需乘皮划艇等船隻而延期。截至8月13日，官方統計該年因水災已有6346万人次受灾、54,000余房屋坍塌。9月30日，鉴于全国大江大河水势总体平稳，水利部结束水旱灾害防御Ⅳ级应急响应，意味着本次水灾已基本结束。6月下旬西南等地暴雨洪涝灾害、6月上中旬江南华南等地暴雨洪涝灾害、7月份长江淮河流域特大暴雨洪涝灾害和8月中旬川渝及陕甘滇严重暴雨洪涝灾害被应急管理部列為2020年全国十大自然灾害。
中国官方媒体最初对水灾报道不多，直至在6月中旬灾情始獲全國更大關注。国家减灾委员会专家委员指冠狀病毒疫情限制人員流動，令冬春季的水壩維修、檢查、幹部應對培訓、涉水工程受阻。媒體輿論在水災期間對中國水利设施的安全问题多次表现担忧，水利部也對此多次回應。

## 時間線
- 2020年6月初中国有西南氣流，低壓槽，梅雨是迎来大范围强降雨，[15]，中国中央气象台从6月2日至7月11日连续40天发布暴雨预警[16][17][18][19][20]，广东惠州龍門縣在6月初降雨量达到926.4毫米。[15]在6月有10条河流超历史水位，包括長江上游支流綦江、小金川、梭磨河，其中重慶綦江在6月22日8小时内洪水涨幅10米。[1]暴雨連續導致洪水來得集中，6月20－30日期間30條河流超保障水位。[1]6月以来全国共250条河流发生超警戒水位以上洪水，较常年同期偏多4成，集中在广东、广西、贵州、四川、重庆、湖南、湖北、江西、安徽；水位偏高的主要河流包括长江中下游干流及两湖偏高0.38～1.91米，淮河偏高2.07～4.31米，太湖偏高0.49米。[1]

- 7月2日，水利部宣布长江发生2020年长江第一号洪水，启动Ⅳ级应急响应[21]。

- 7月5日，湖北[22]，湖南[23]，浙江[24]，江苏[25]四省提升暴雨应急响应为三级，安徽省暴雨应急响应至二级[26]。
- 7月8日，河北[27]，福建[28]启动暴雨四级应急响应。江西提升暴雨应急响应为二级，鄱阳湖及饶河、修河水位超警[29]。
- 7月9日，长江水利委员会水文局升级长江中下游干流城陵矶至南京江段、洞庭湖湖区、鄱阳湖湖区、水阳江洪水橙色预警，中央气象台连续第三天发布暴雨橙色预警[30]。福建提升暴雨应急响应为三级[31]。
- 7月10日，重庆[32]，河南[33]，甘肃[34]启动暴雨四级应急响应，湖北启动防汛二级应急响应[35]，江西提升防汛应急响应为二级[36]。
- 7月11日，江西提升防汛应急响应为一级，当地防汛部门预计鄱阳湖湖区将发生流域性大洪水[37]。
- 7月12日，水利部将水旱灾害防御Ⅲ级应急响应提升至Ⅱ级[38]。鄱阳湖水位升至歷史最高位[39]。
- 自6月至7月13日以来，中華人民共和國共有433条河流发生超警以上洪水，其中109条河流发生超保洪水，33条河流发生超历史洪水；长江、黄河上游、珠江流域西江和北江、太湖先后发生1号洪水[40]。
- 7月17日，长江2020年第2号洪水在上游形成[41]。
- 7月18日，淮河发生2020年第1号洪水[42]。
- 7月21日，黄河出现2020年第2号洪水[43]。
- 7月23日晚，长江2020年第2号洪水悄然过境武汉[44]。
- 7月26日，长江2020年第3号洪水在长江上游形成[45]。
- 7月27日，长江2020年第3号洪水过境重庆，千年古镇磁器口遭淹[46]。
- 7月29日，长江2020年第3号洪水平稳过境沙市，水位为42.66米。
- 7月30日，长江2020年第3号洪水过境武汉，汉口水位28.44米。
- 8月14日，长江2020年第4号洪水在长江上游形成[47]。
- 8月15日晨，2020年长江第4号洪水、嘉陵江第1号洪水顺利通过重庆主城[48]。
- 8月16日，嘉陵江第2号洪水形成[49]。
- 8月17日，长江2020年第5号洪水在长江上游形成[50]。
- 8月18日5时，四川省与重庆市启动I级防汛应急响应。这是四川和重庆两地首次启动I级防汛应急响应[51][52]。同日2020年黄河第5号洪水形成[53]。
- 8月20日12时，嘉陵江第2号洪水與长江第5号洪水的洪峰通过重庆主城区[54]。
- 9月10日下午，水利部将水旱灾害防御Ⅲ级应急响应调整为Ⅳ级[55]。
- 9月14日，黄河上游水旱灾害防御IV级应急响应终止[56]。
- 9月30日10时，鉴于全国大江大河水势总体平稳，水利部结束水旱灾害防御Ⅳ级应急响应[11]。

## 水壩泄洪
6月28日，水利部长江水利委员会在當天16時發布的調度令流出，該紅頭文件要求当天20時起将三峡水库按31,000立方米每秒下泄，6月29日08時起按35,000立方米每秒下泄，達到入庫流量的87.5%。在泄洪之後，人民网图片频道等官媒在6月29日16時起報導了當天上午已泄洪的消息，是2020年首度泄洪；而泄洪前未見官方新聞預警。三峡大壩在主汛期（7月底至8月初）之前已經積蓄上游大量洪水，三峡大坝預料7月仍需泄洪。
葛洲壩下游第一個城市宜昌在6月27日市區洪災，宜昌市民指暴雨比以往其實不算嚴重，但水浸之嚴重卻是幾十年未見，市民懷疑是否葛洲壩早已開始洩洪。而按官媒說法，人民网图片频道等在6月28日18時起報導了葛洲坝因為在6月27日长江上游山洪爆发而於6月28日開閘泄洪。
7月8日，浙江新安江水库开启9孔泄洪闸，为该水库建成61年来首次全开泄洪，水库水位达到历史最高值108.45米，按浙江省水利部门负责人介绍，此次泄洪闸泄洪流量达到6600立方米每秒。
8月20日，上午8時。三峽大壩出現建成以來最大洪峰，入庫流量達每秒7萬5000立方公尺，於是開啟11孔洩洪，下洩流量達每秒4萬9200立方公尺。

## 各地災情

### 云南
7月4日至8日，按照长江水利委员会调度令要求，金沙江中游6个梯级水库联合开展防洪调度工作，截至7月12日，华电云南公司所属的梨园、阿海、鲁地拉电站已拦蓄洪水3.7亿立方米，减轻了长江中下游防洪压力。
7月16日，長江水利委員會水文局繼續發佈金沙江石鼓江段黃色預警。

#### 昭通
6月29日晚至30日，昭通市镇雄、彝良、威信、盐津等縣大暴雨，其中長江上游支流白水江水位暴漲8米，沿河鄉鎮洪災嚴重。截至6月30日21时，玉米、土豆、烤烟等农作物受灾3871.54公顷，成灾3745.09公顷，绝收84.68公顷；因灾倒塌房屋17户90间，严重损坏10户59间，一般损坏68户90间。

### 貴州
据贵州省气象台监测统计，9月6日7时至7日7时，大暴雨出现在榕江县、剑河县、丹寨县、思南县、凯里市、雷山县、荔波县、龙里县、麻江县、施秉县、贵定县、从江县、镇远县、惠水县、台江县、三都县、都匀市17县域内的73个观测站（最大为榕江县乐里191.8毫米），暴雨出现在39县域内的301个观测站，大雨有456个观测站。大雨以上降水主要出现在贵阳市中北部、黔南州和黔东南州。

#### 遵义
6月11日07时至12日07时，貴州遵義正安县碧峰镇降264.6毫米特大暴雨，最大小时降雨163.3毫米，一小时降雨破贵州歷史紀錄。截至6月13日末，8人死亡5人失联。2020年截至6月末，全國最大1小时雨量第二名就是贵州遵义正安县碧峰镇163.8毫米，在6月12日。（首名是广东广州黄埔大桥168毫米，在5月22日）

#### 铜仁
6月21日20時至22日12時，貴州銅仁沿河縣最大降雨量達116.9毫米。雨水從县城街上涌入烏江，街道形成一条近千米宽的瀑布。
7月8日上午7时5分，铜仁市松桃苗族自治县石板村发生山体滑坡，至9日依舊有6人失联。

#### 黔东南州
6月23日至24日，榕江县暴雨，该县农村公路的路基、路面、边坡坍塌713处，664,052立方米，直接经济损失达9210.25万元。

### 四川

#### 涼山州
6月26日18时到6月27日1时，涼山州冕寧縣北部突降暴雨至特大暴雨。縣城高阳街道内冕宁高速路口下方248国道崩塌，导致2辆过往车辆坠河，10名乘载人员中仅5人获救，2人死亡、3人失联；縣內彝海镇曹古鄉的大马乌村降雨量107.5毫米、曹古村降雨量85.7毫米，導致山洪暴發曹古河改道而被淹，12人遇难、5人失联；截至6月30日23时，高阳街道與彝海镇合計14人遇难、8人失联。曹古乡大堡子村水深及腰，正要收成的馬鈴薯被淹。灵山温泉景区降雨量211毫米，景區自駕游營地裡55人被洪水圍困，消防用挖掘机的挖斗救走。
冕寧縣受災統計：农作物受灾500公顷、成灾280公顷、绝收70公顷；房屋严重倒塌80户280间、一般损坏620户2300间；受损公路10.5千米，冲毁桥梁5座370米，受损堤防1.5千米，受损电力线路3千米。

#### 阿坝州
7月6日上午6时，阿坝州小金县宅垄镇元营村城隍庙沟吉峰沙场发生山洪引发的泥石流灾害，導致4人失联。

#### 其他城市
截至7月13日11时，持续强降雨过程已造成广安市2人死亡，巴中、达州两市7人失踪。
8月10日20时至11日8时，雅安局部降下特大暴雨。截至12日中午11时，已致6死6失联。
受连续强降雨影响，8月21日凌晨，雅安市汉源县富泉镇中海村6组发生山体滑坡，共有9人失去聯繫，截至21日21時，有7人被發現，其中3人當場遇難，4人送醫搶救無效死亡。

### 重慶

#### 重庆市区
綦江（長江上游支流）在重慶市南郊的江津区與綦江區造成兩次洪澇。
6月22日，綦江區文龙街道菜坝社区淹至居民楼二层，江邊路灯僅餘灯泡露出水面，南州小学的水位达操场篮球網。6月22日20時，贾嗣镇「綦江五岔水文站」錄得水位205.85公尺，超过保证水位（200.51公尺）5.34公尺，1940年建站以来的最高水位，亦比1998年中國水災的205.55公尺為高。
7月1日，下北街居民樓被淹半層。
7月27日，长江第3号洪水过境重庆，千年古镇磁器口低洼段已被洪水淹没。

#### 酉阳、石柱
6月11日-14日酉陽土家族苗族自治縣與石柱土家族自治县大暴雨。6月12日酉阳县龙潭镇官偿村日降雨量达到318.5毫米特大暴雨。6月14日05-07時，暴雨加山洪，华夏民族小学被淹。
6月22日，酉阳龙潭水库泄洪，已排走超出溢洪道水位的洪水。同日，龙潭镇柏香村部分房屋被淹。重慶官媒被批評把重庆災情報導放在不显眼位置。

#### 開州
7月15日至16日，因持续强降雨，开州区敦好镇发生3起滑坡事故，截至16日18时，事故共造成3人死亡、3人失联。

#### 武隆
7月26日，重庆武隆区土地乡发生山体滑坡并形成堰塞湖。据现场勘查，堰塞湖已出现溢坝情况，存在溃堤风险。目前险区162户520人已全部撤离。

### 湖北
7月5日晚上7時，白洋河水庫水位上漲至84.62米，7月6日中午12時出現壩體滑動變形，2.9萬名民眾需要疏散。湖北自入梅以来至7月9日7时，因灾死亡14人，失踪5人。
7月23日《湖北日报》消息，综合研判湖北省防汛基本态势后，湖北省防汛抗旱指挥部认为，由于长江2号洪水正在湖北省推进，同时近期长江上游发生强降雨，长江3号洪水正在形成，荆江大堤及以下堤防将长时间高水位挡水，出险几率加大。
7月28日早晨，湖北多地发布暴雨预警信号，其中，咸宁通山局部暴雨红色预警，预计未来3小时，有100毫米以上降水，伴有雷电，阵风7-9级。黄石、黄冈、鄂州等地发布暴雨橙色预警。

#### 武漢
6月28日8时至29日11时，武汉市大暴雨，全市累计最大降雨量230.4毫米（洪山区第二师范站），29处路段出现不同程度渍水。至6月29日11时仍有6處未消退，其中洪山区虎泉街保利华都、武昌区紫阳东路东安路口，渍水過腰，无法通行。

#### 黄冈（决堤）
7月8日0时至6时，黄冈市黄梅县普降大暴雨200毫米以上，大河镇最大达353毫米。凌晨4点左右，大河镇袁山村突发山体滑坡，9人被埋。截至21時，5人死亡。
值2020年7月高考，7月8日約7时，黄梅县华宁高中576名住校高考生，因突降暴雨内涝被困，需由铲车抢运。校内水深达2米。不少考生穿泳褲趕赴考場。至11点20分救援完毕，415名考生晚了到达考点。湖北省教育厅考试院启用备用考卷延時考試，上午延时考试于下午1点半结束，下午3点英语准时开始。
7月10日，黄梅县考田河在蔡垸村决堤，缺口200餘米，附近村庄被淹、农田被毁。

#### 宜昌
6月27日04时至18时，宜昌市累计雨量最大是西陵区夜明珠街道231毫米；最大小时雨强98.8毫米（12時-13時）在当阳市向家草坝站。04时至18时，全市累计雨量大于100毫米的有42站，大于200毫米的有5站；其中远安县的273毫米是湖北國家級氣象站之中最高。宜昌市民指暴雨比以往其實不算嚴重，但水浸之嚴重卻是幾十年未見，市民懷疑是否葛洲壩早已開始洩洪。而按官媒說法，人民网图片频道等在6月28日18時起報導了葛洲坝因為在6月27日长江上游山洪爆发而於6月28日開閘泄洪。
積水方面，西陵区桃花岭公安小區，地势低洼，公安局特警到場時积水已抵其胸口，特警赤膊背起一位83歲婆婆出小區的新聞照廣傳。另外西陵區夜明珠路BRT「黃河路口」站漬水達一米多深，夷陵區東方大道與小鴉路交汇处積水達私家車2/3高。

#### 荊州
7月11日13点，长湖水位达到33.49米，水面高出荆州城区2米多，超過历史最高水位。
7月19日13时6分，荆州市水文水资源勘测局发布洪水红色预警：7月19日13时长湖水位32.84m，超警戒水位（32.50m）0.34m；洪湖水位26.99m，超保证水位（26.97m）0.02m，水位将继续上涨并在高水位持续一段时间。

#### 恩施
7月16日至17日，清江河水位持续上涨，两岸主干道积水达2米左右，湖北恩施城区几乎泡在水中，防空警报拉响。恩施市大龙潭水库开始泄洪。
7月21日5时30分左右，清江流经的恩施市屯堡乡马者村沙子坝滑坡体出现大面积滑移，堵塞桥坡河形成堰塞湖，上游水位上涨5米左右。10时15分左右，清江上游来水冲开了堰塞湖顶，形成了一个达到200立方米每秒的下泄流量，缓解了堰塞湖可能瞬间溃坝的危险。
7月26日8时25分，湖北省恩施市水文水资源勘测局升级发布洪水红色预警：25日20时起建始县普降暴雨、大暴雨，局地特大暴雨。受强降水影响，广润河水位迅速上涨，7月26日8时广润河建始城关水位559.95m，高于警戒水位2.95m，水位仍在上涨，预计26日将出现超警戒水位4.0米左右洪水。

### 湖南
6月8日新华社长沙电，近日持续强降雨造成长沙、湘潭、怀化、娄底、永州、湘西土家族苗族自治州等市州的20余个县市区发生洪涝灾害，共有9.35万余人受灾，紧急转移3205人。
6月11日新华社长沙电，截至11日10时，近期持续强降雨导致洪涝灾害，湖南省13个市州55个县市区共59.3万余人受灾，紧急转移安置28783人，需紧急生活救助9520人，倒塌房屋210户548间，严重损坏房屋321户722间。据气象和水文部门监测，6月6日以来的强降雨是湖南今年以来覆盖范围最广、累计雨量最大、灾害损失最重的强降雨。湖南省防汛抗旱指挥部已于10日正式启动防汛四级应急响应。多地出现了灾情，受灾情况较重的是永州市江华瑶族自治县、邵阳市隆回县、湘西土家族苗族自治州保靖县、娄底市涟源市。

#### 湘西
6月29日下午开始，湘西州凤凰县境内突然降暴雨，自16点30分至20时，县城降雨量达112.5毫米。在凤凰县城区，部分低洼地带出现积水，部分区域甚至发生内涝。到深夜，沱江凤凰古城河段两岸的河畔景观道路部分被汹涌的洪水淹没，难以行走。

### 江西
2020年7月22日12时54分江西省水文局继续发布洪水红色预警：当前鄱阳湖湖区高位波动，目前星子站水位超警戒2.72米，较昨日下降0.04米；修河永修河段继续缓退，目前永修站水位超警戒2.16米，较昨日下降0.16米。

#### 南昌
7月7日8时至8日8时，南昌普降暴雨，局部地区特大暴雨。全市平均降雨100.4毫米。日降雨量以湾里区况家站280.0毫米最大，梅岭头248.0毫米次之。梅岭国家森林公园山洪暴发，2名专职消防员在救援时被山洪卷走失联。南昌市于8日12时将防汛Ⅳ级应急响应提升至Ⅲ级。
7月11日，洪峰过境南昌城区，亚洲最大音乐喷泉群秋水广场被淹没。

#### 九江（决堤）

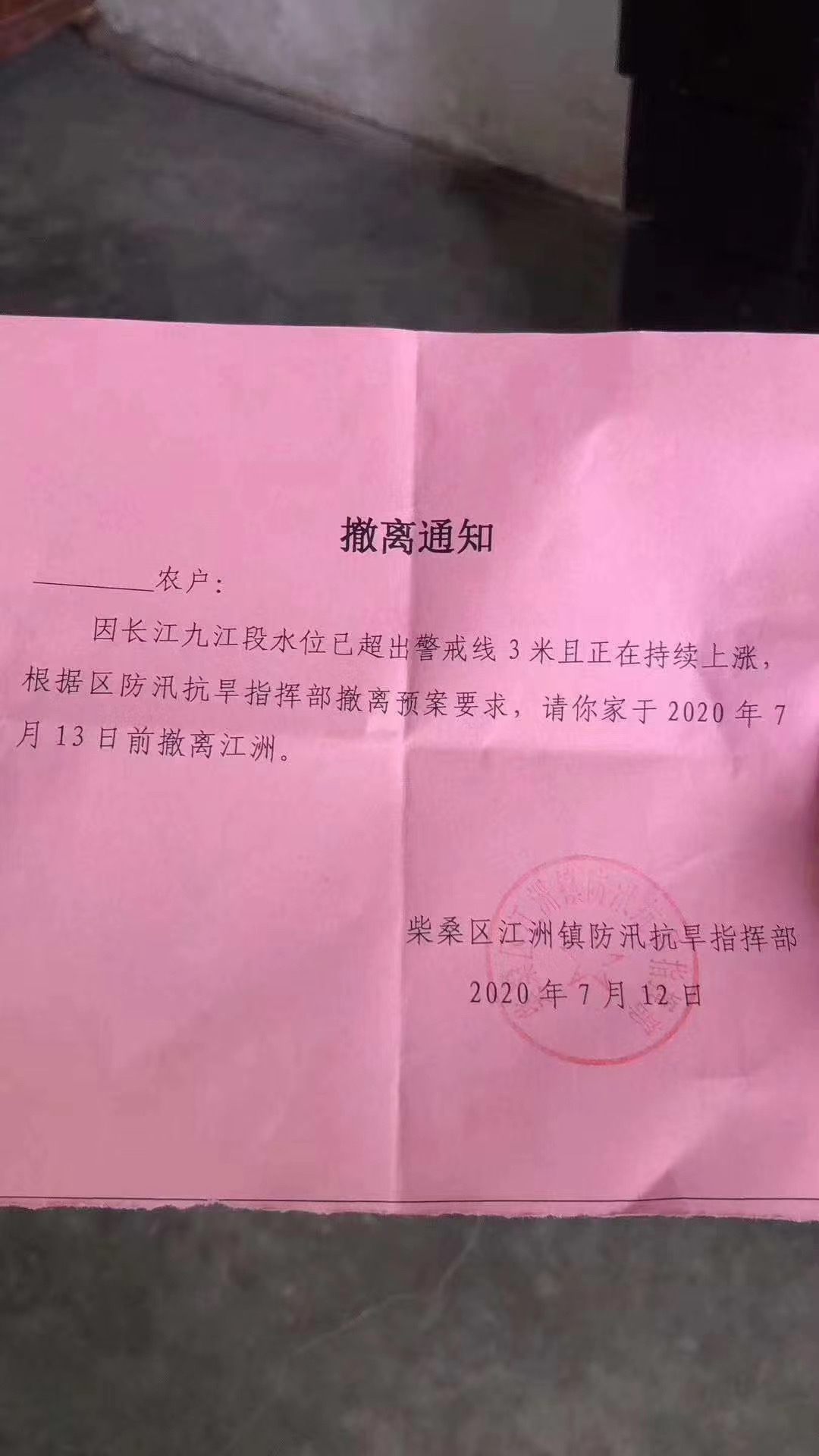
7月12日，柴桑区江洲镇居民临时被通知撤离

6月23日，九江武宁县因持续大到暴雨天气，房屋被淹。
7月6日至8日，九江市大部地区出现大到暴雨，局部大暴雨。截至7月8日11时30分，暴雨洪涝灾害造成全市30.8万人受灾，紧急转移安置和需紧急生活救助人员2.522万人，其中紧急转移安置18544人，需紧急生活救助6676人。8日，江西省九江市启动市级救灾IV级应急响应。
7月12日0时鄱阳湖星子站水位22.53米，超过1998年8月2日洪水位22.52米。
7月12日19時40分，修河（屬鄱阳湖水系）在九江市永修县三角联圩溃堤，起初20余米决口，截至7月13日10時，决口长度扩散到200余米；河水湧入涌入永修县三角乡。
7月16日21时43分，江西省九江市修河三角联圩决口完成合拢。

#### 萍乡
6月4日晚8时至5日上午11时，萍乡市普降暴雨，平均雨量达78.9毫米，其中上栗县降雨量最高达180毫米。受此影响，该市各地出现不同程度的农田被淹、山体滑坡、道路受阻等情况。6月5日9时，萍乡市启动防汛Ⅳ级应急响应。
6月25日，江西萍乡武功山风景区连降大暴雨，数十座桥梁被冲塌，道路滑坡塌方30多处，3000多亩农田被冲毁，部分电力中断，近300名群众被困。

#### 上饶
6月3日开始，上饶市全境普降大到暴雨。截至6月5日10时，上饶共有10个县（市、区）83个乡镇受灾，紧急转移人员3333人。
7月8日，婺源县具有八百年历史的彩虹桥遭遇特大洪水冲击，部分桥面被冲毁。
7月10日，鄱阳縣14座圩堤出现漫堤决口险情，防汛形势异常严峻。7月11日，鄱阳站水位突破1998年历史极值。

#### 景德镇
6月2日，景德镇市境内普降大到暴雨，局部24小时降雨量超200毫米。昌江、乐安河流域水位迅速上涨。20时，该市启动防汛Ⅳ级应急响应。
7月7日8时至8日8时，景德镇全市平均降雨为105.5毫米，累计降水超过100毫米的站点有24个，超过150毫米站点6个，市区路面大面积积水，部分道路及地段被淹。

#### 赣州（决堤）
6月2日至6日，赣州宁都县肖田乡美佳山村长罗水电站水库溃坝决堤，2人溺亡，292户受灾，多亩农田被淹。于都县、上犹县部分路面积水严重。大余县新城镇分水坳村遭遇险情紧急转移10人。
6月下旬，6名水库投资者、承建者因涉嫌重大责任事故罪被逮捕。

#### 新余
6月8日晚上6点左右，新余突降连续性暴雨，多处道路积水严重，绿化树倒塌，三辆小轿车被砸。截至6月9日，当地出现内涝、山体滑坡等灾害。
7月9日，8时至19时新余市平均雨量95.8mm，25个站降水量超过100mm，城区雨量114.9mm，有7个乡镇超过100毫米。城区多处发生内涝，大片区域淹积水严重，部分区域积水深度达到1米。

#### 宜春
6月27日晚上6点多，宜春上高县遭遇短时强降水，并伴随9级大风，乡镇道路两旁树木倒塌，供电中断，当地镇村干部连夜抢险救灾。

#### 吉安
7月9日中午至7月10日凌晨，吉安市降雨量达150毫米，局部短时降雨量超过300毫米，连续暴雨导致吉安市城区及部分县域多处路段积水成灾。

### 安徽
7月18日，淮河发生2020年第1号洪水。
7月22日9时32分安徽省水文局继续发布洪水红色预警：淮河干流全线超警。长江持续超警，铜陵大通镇以下江段持续高水位波动。巢湖、沿江部分湖泊超历史，沿江诸河、三江流域水网区等37条河湖超警戒水位，其中巢湖、派河、水阳江、南漪湖、白荡湖、枫沙湖、菜子湖、裕溪河、牛屯河、得胜河、西河、兆河、永安河、杭埠河、白石天河、柘皋河、南淝河、滁河18条河湖超过保证水位。
7月25日6时26分，安徽省水文局继续发布洪水红色预警：淮河干流、长江干流全线超警。巢湖水位缓降，依然超历史最高水位。沿江诸河、三江流域水网区等36条河湖超警戒水位，其中巢湖、派河、水阳江、南漪湖、白荡湖、枫沙湖、菜子湖、裕溪河、牛屯河、得胜河、西河、兆河、永安河、杭埠河、白石天河、柘皋河、南淝河17条河湖超过保证水位。
7月26日20时53分，安徽省水文局继续发布洪水红色预警：淮河干流、长江干流全线超警。巢湖水位缓降，依然超历史最高水位。全省有35条河湖（含长江、淮河干流）超警戒水位，其中巢湖、派河、水阳江、南漪湖、白荡湖、枫沙湖、菜子湖、裕溪河、牛屯河、得胜河、西河、永安河、杭埠河、白石天河、柘皋河、南淝河16条河湖超过保证水位。
7月27日16时22分，安徽省水文局继续发布洪水红色预警：淮河干流、长江干流全线超警。巢湖水位缓降，依然超历史最高水位。
7月30日14时54分，安徽省水文局继续发布洪水红色预警：长江干流全线超警。巢湖水位缓降，依然超历史最高水位。
7月31日14时19分，安徽省水文局继续发布洪水红色预警：长江干流全线超警。巢湖高位缓退，依然超历史最高水位。
8月2日14时37分，安徽省水文局继续发布洪水红色预警：长江干流和淮河干流南照集以下仍全线超警。巢湖高位缓退，仍在历史最高水位以上。
8月3日14时19分，安徽省水文局继续发布洪水红色预警：长江干流和淮河干流正阳关以下仍全线超警。巢湖高位缓退，仍在历史最高水位以上。
8月4日15时8分，安徽省水文局继续发布洪水红色预警：长江干流和淮河干流正阳关以下除吴家渡河段落到警戒水位以下，其余河段仍超警。巢湖高位缓退。
8月5日14时31分，安徽省水文局继续发布洪水红色预警：长江干流全线、淮河干流正阳关至淮南段和蚌埠以下河段仍超警。巢湖高位缓退。

#### 合肥
6月27日，合肥市政务新区、经开区、肥西县城和包河区部分区域遭大暴雨，在16時30分至19時30分，经开区翡翠湖录得3小时强降雨达118毫米，其中17時30分至19時的1.5小时期間达94毫米，多年來罕见。有13處路段、3個小區出現积涝，路段包括锦绣大道合肥学院段、云际路168中学段、笔峰路与石笋路交口等，部分路段水深及腰；小區包括：金屿海岸小区地下车库、芙蓉菜市场、桃源小区。

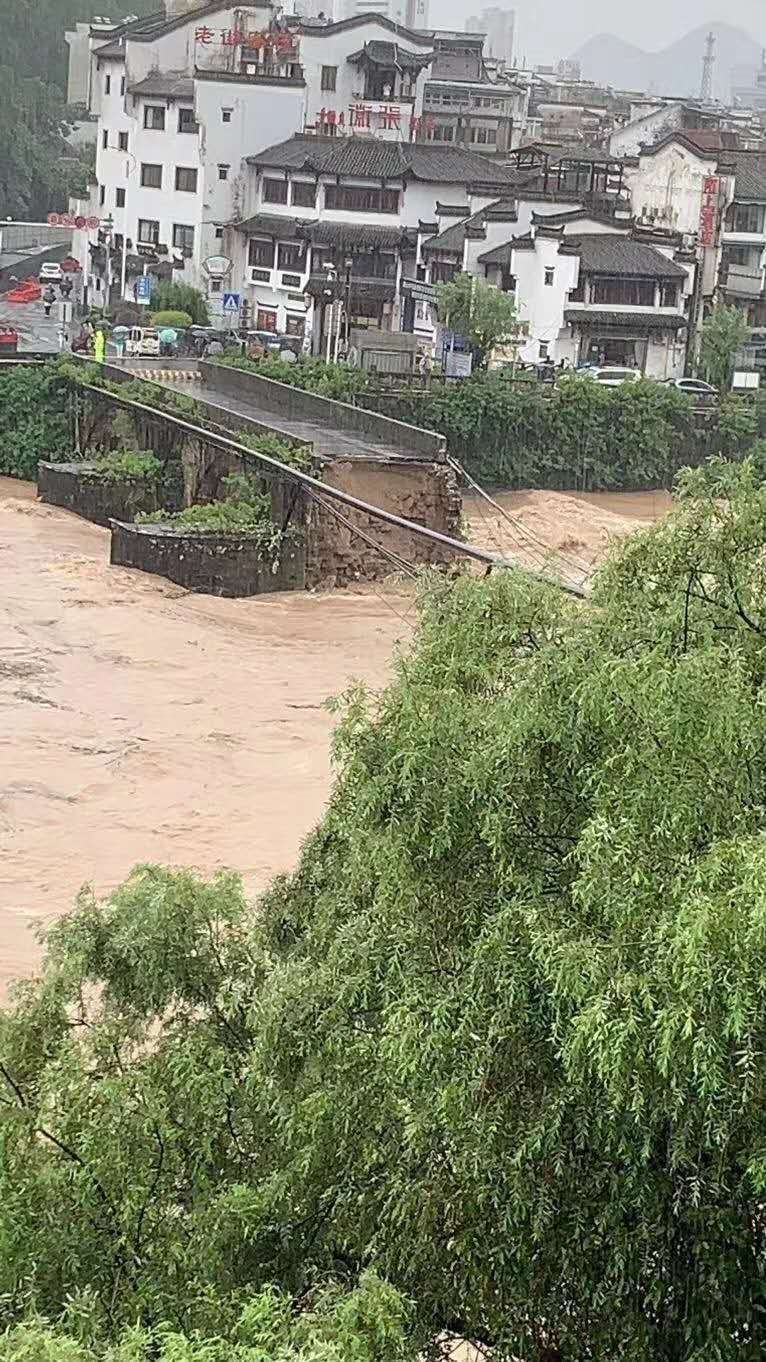
屯溪镇海桥被山洪冲毁

7月22日，合肥市庐江县石大圩漫堤决口，导致4个村庄、5.8平方公里被淹，约6500人被洪水围困，庐江县消防救援大队政治教导员陈陆在搜救被困群众时，因突遇破圩决口后的激流漩涡，被洪水冲走、失踪。经连日搜寻，陈陆同志遗体于24日下午在事发处下游约2.3公里水域被找到，确认牺牲。
8月2日8时45分，安徽省合肥水文水资源局继续发布洪水红色预警：巢湖流域裕溪河仍在超历史以上洪水位；杭埠河、南淝河、柘皋河、派河、白石天河下游段仍在保证水位以上。

#### 巢湖
7月21日10时24分，巢湖忠庙站水位已经达到13.36米。
7月22日中午，巢湖忠庙水位达13.42米，为百年一遇。
7月24日6时，巢湖中庙站水位13.25米，超1991年历史最高洪水位0.45米。
7月27日8时30分，安徽省合肥水文水资源局发布洪水红色预警：当前巢湖仍在超历史洪水位以上，呈高位波动缓退状态。杭埠河、裕溪河、南淝河仍在超历史以上洪水位，白石天河、柘皋河、派河下游段仍在保证水位以上；丰乐河桃溪以上已回落至警戒水位以下；西河仍在保证水位以上高水位缓落。

#### 黄山
7月7日，黄山市歙县高考首日因暴雨延期。歙縣城區處於四條河流的交匯处，河水倒灌進城區，内涝水位抵胸部。家長、消防需通過衝鋒舟、皮划艇、救生艇、船隻護送考生抵考場。歙县2,207名實際參加高考的考生，只有500多名抵考場。监考老师要坐装载机內的铲斗到考场。延期的语文、数学考试将更換试卷。歙县防汛抗旱指挥部匿名人員向澎湃新闻记者表示，内涝“是上游降雨量太大，已经超过水库的调控能力，水从大坝上漫过去了」（註：即漫壩）。
7月7日，黄山市屯溪区的国家级重点文物保护单位——明代镇海桥（屯溪老大桥）被山洪冲毁。。7月11日凌晨，位于黄山市屯溪区屯光镇篁墩村的黄山市文物保护单位古延寿桥被洪水冲毁。

#### 宣城
7月6日，宣城市旌德县三溪镇的安徽省重点文物保护单位乐成桥被水冲坏，桥面损坏严重。
7月7日9时，水阳江宣城站超保证水位，貫穿宣州区的水阳江江邊多條村莊被淹。宣州区澄江街道庙埠村全村一片汪洋，桥下通往村落的道路最深处达3米阻斷進出村的交通，而村内的平均水位也漫过了腰。在宣州区五星乡永义村，一些一层的平房只剩屋顶在水面上。

#### 安庆
7月8日，安庆市宿松縣孚玉鎮因暴雨內澇，水深1.2米，当地高考生赴考場受阻，派出所民警借了木澡盆将十多名高考生逐一運出。

#### 池州
截至7月9日6时，池州市东至县尧渡河、龙泉河发生超历史最高水位。

#### 滁州（爆破泄洪）
7月19日凌晨，安徽省滁州市全椒县对滁河两外坝堤实施爆破。

#### 阜阳市
7月20日8时，根据国家防总指令，阜阳市阜南县淮河王家坝通向蒙洼蓄洪区的进洪闸开启，这是13年后，淮河王家坝再次开闸。

#### 铜陵市
7月28日12时，铜陵市枞阳县白柳镇复兴圩出现坍塌，塌方长度达50余米，且有多处渗漏。武警蚌埠支队迅速集结100余名兵力，火速赶赴坍塌地段，及时排除险情。

### 江苏
2020年7月17日4时，太湖流域管理局水文局发布洪水红色预警。

#### 南京
位於江宁区杨家圩市民公园旁的秦淮河大堤被曝光有违建餐厅营业，坝体出現渗水狀況。7月26日夜，南京市相关部门对违建設施进行拆除。7月29日，9名责任人被问责。

### 浙江
截至7月9日14时的初步统计，浙江全省受灾人口18.4万人，紧急转移安置人口5.2万人，农作物受灾面积1.1万公顷，倒损房屋1000余间，直接经济损失7.1亿元。

#### 杭州

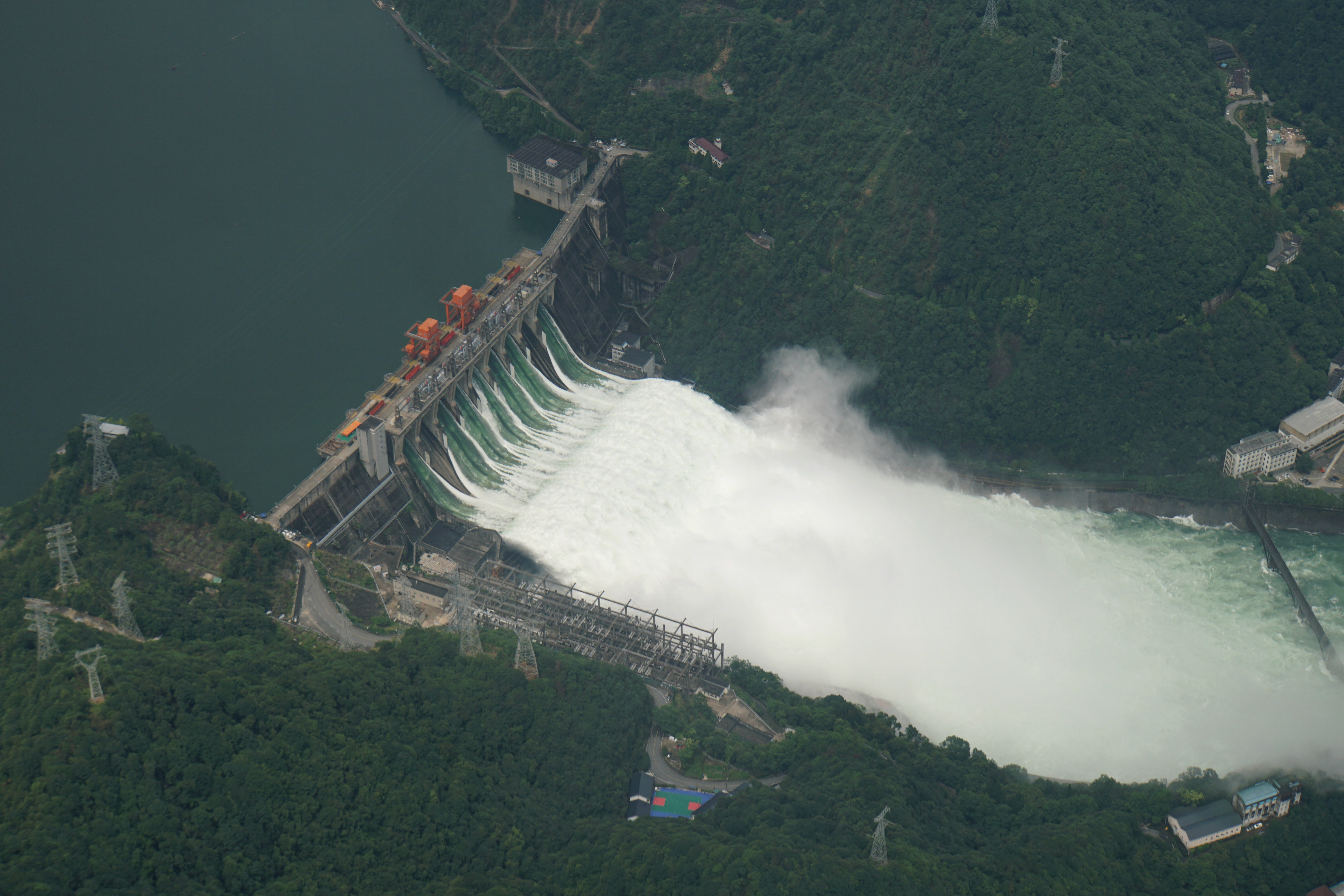
2020年7月10日，7孔泄洪的新安江水电站。

自5月29日入梅以来，杭州市淳安县遭受史上最强梅雨。7月8日，千岛湖（新安江水电站）水位达到史上最高，108.43米。8日9时起，新安江水电站开始泄洪。这是水电站建成以来，首次正式9孔全开泄洪。9日6时许，泄洪洪峰顺新安江、富春江抵达钱塘江杭州滨江段。潮水和洪水叠加之下，钱塘江杭州闸口水文站最高水位达7.43米。富春江、新安江、兰江汇流的——建德市梅城镇的12个村落因此次泄洪受灾。

### 福建

#### 南平
7月9日，南平市出现暴雨，引发洪水、滑坡等灾害，导致多地道路被毁、农作物被淹。武夷山市城区积水严重，当地发布暴雨红色预警信号，武夷山风景名胜区全面闭园。

### 廣西

#### 桂林
6月7日，廣西桂林阳朔县日降雨量327.7毫米，破当地单日降水纪录，其中在14小时內（6月7日20時至6月8日10時）降296.1毫米。。多家媒體將之與北京比較「而北京年均降水量为532.1毫米，阳朔相当于一天下完了北京大半年的雨。」因為上遊泄洪，阳朔县城（阳朔西街、阳朔公园、十里画廊等路段）内涝，白沙镇、葡萄镇、金宝乡等内涝，永福县内涝。6月7日11:30，陽朔縣高田鎮的「小2型水庫」沙子溪水库20多米長的壩體垮壩，垮壩事件獲國務院新聞辦通報，官方指無人傷亡。阳朔县城甲秀橋周边道路全淹，车辆人群被困桥上，桥面成了孤岛。
有陽朔災民反映「如果是低保的，最多去那裡給建你一層的小房間毛胚房住，而我們最多給的是帳篷。2018年的那場大水，陽朔西街被沖垮的商鋪，他們投訴到現在都沒有拿到什麼補貼。」
6月8日，西江2020年第1號洪水形成。6月6日08时到6月7日08时的24小時內，桂林全市有11个站的降雨量在250毫米以上。
6月6日桂林市錄得日降水量为272毫米，破历史极值。桂林市雁山區德明外國語學校內，數間教室被淹，水位最深超1.5米，師生被困。
荔浦市方面，荔浦河、马岭河、花篢河等泛濫，導致桂林荔浦市马岭镇、花篢镇等被洪水围困。马岭镇有村民其中一个猪圈被水淹没，由於一头猪值2000多元，為了保護财产，将20多头猪赶到自家民房避水，家里全部都是猪屎在所不計。
永福县方面，6月6日08时到6月7日08时，該24小時內最大降雨量在永福县罗锦镇金鸡河水库，384.8毫米。永福縣在14小时內（6月7日20時至6月8日10時）311.1和毫米，破當地歷史記錄。永福县茅江小区居民指洪水淹到二楼。
桂江平乐縣水文站于6月8日1时出现105.87米（警戒水位99.5米）的洪峰水位，相应流量11200立方米/秒，是1936年建站以来第二大洪水。

#### 柳州
柳州市鱼峰区雒容镇雒容市场一片汪洋，淹至店面一半。

### 廣東
截至6月末，2020年多項全國雨量統計之最均發生在廣東：6月2日至7日是該年最强的强降雨过程，五天內累計雨量之最為广东惠州龍門縣油田林场697毫米，該年最大1小时雨量首名是广州黄埔大桥168毫米，在5月22日。

#### 广州
5月22日，廣州黄埔区是洪水重灾区，最大1小时雨量167.8毫米，3小时最大降水量288.5毫米，1小时和3小时雨量均破黄埔区历史极值；黄埔区永和街录得全市最大累积雨量378.6毫米，百年来的历史极值。黄埔的广州市第三少年宫（少年宫）內澇。緊鄰黃埔區的增城區新塘鎮官湖村、瑶田村、南安村內澇，水深及腰，廣州地鐵13號綫亦因隧道被淹沒而停運。

#### 惠州
潰壩方面，6月8日14时，东江的二级支流永汉堤承受過量暴雨而潰壩，决堤口长约80米。洪水迅速涌入附近的惠州龍門縣永漢鎮合口村，合口村成為孤島。积水深度达3到5米，很多楼房都淹到了二层以上潰壩事件其後獲國務院新聞辦通報。當地村民反映由于在合口村下游的增城區正果鎮的正果水电站受龙门河的洪锋顶托，无法泄洪，導致合口村洪災。
惠州城區方面，6月7日16时至8日16时，惠城區小金口街道降雨量160毫米，辖区有9条河流上涨，出现内涝；同一期間惠城區芦洲鎮183毫米。惠城区江南街道共建社区糖厂宿舍9栋10栋因地势低洼，排水不及时造成内涝，最高水位将近1米深。博罗縣义和鎮因连续暴雨，多条街道、村庄受浸；博罗县部分积水深达1.5米。龙门县全县公路水毁严重，发生多处公路边坡塌方、路面掏空塌陷、桥梁和涵洞基础冲刷严重、水淹路面等。
其他縣域方面，6月7日08时至8日08时，惠州市雨量100毫米的有56个，超过250毫米的16个，市內各县区分別最大雨量：龙门縣龙潭鎮426.9、惠东縣黄埠鎮380.4、博罗縣麻陂鎮287.5、惠城區芦洲鎮160.1、仲恺區潼湖鎮129.6毫米。8日08时-9日08时，惠州市雨量超过100毫米的有39个，超过200毫米的有6个，市內各县区分別最大雨量：龙门縣地派鎮232.9、博罗縣罗阳鎮220.8、惠城區芦洲鎮144.3。

#### 清遠
在6月2—7日的強降雨中，24小时雨量之最为6月7日广东清远佛岡縣大庙峡495毫米。佛冈县水深及腰。

#### 河源
6月8日11时，河源市临江镇联新村内涝，消防车到場發現路面积水最深处已达1.2米，水流湍急，村庄道路和农田被水淹没，一片汪洋。

### 河南

#### 信阳
2020年7月下旬，河南南部连遭多轮强降雨袭击。7月19日19时，河南信阳固始县史灌河蒋家集水文站超保证水位0.40米，锁口雨量站降雨达439.5毫米，97座中小水库全部溢洪。河南省水利厅组织抗洪队伍在史灌河上作战。7月19日，固始县赵岗乡曹寨村部分区域被洪水淹没。同日下午，49名被困人员被全部救出。7月21日，罗山县、潢川县、光山县先后发布暴雨黄色预警，淮滨县发布雷电黄色预警。

### 陕西

#### 西安
8月8日上午，由于受到连日暴雨影响，西安明秦王府城墙遗址修复保护砌体约20米发生坍塌，导致一辆公交车、三辆私家车受损，4人受伤。

## 災情統計
6月28日中國应急管理部官方統計「6月以来，我国南方地区洪涝灾害共造成广西、贵州、湖南、四川、江西等13省1,216万人次受灾，78人死亡失踪，72.9万人次紧急转移安置；8,000余间房屋倒塌，9.7万间不同程度损坏；直接经济损失257亿元。」
7月3日又統計「1938万人次受灾，121人死亡失踪，87.5万人次紧急转移安置，1.7万间房屋倒塌，农作物受灾面积1,560千公顷（註：1.56萬平方公里），直接经济损失416.4亿元。与近5年同期均值相比，洪涝灾害受灾人次、因灾死亡失踪人数、倒塌房屋数量和直接经济损失分别下降46%、51%、80%和46%」。截至7月10日14時，3385万人次受灾，141人死亡失踪，195.8万人次紧急转移安置，81.5万人次需紧急生活救助；2.3万间房屋倒塌，26.9万间不同程度损坏；农作物受灾面积2983千公顷；直接经济损失695.9亿元。与近5年同期均值相比，洪涝灾害受灾人次、因灾死亡失踪人数、倒塌房屋数量和直接经济损失分别下降17%、50%、75%和23%。截至7月12日12时，共計27省（区、市）累計3789万人次受灾，141人死亡失踪，224.6万人次紧急转移安置，125.8万人次需紧急生活救助；2.8万间房屋倒塌；农作物受灾面积3532千公顷；直接经济损失822.3亿元。截至7月22日，主汛期（6月1日）以来洪涝灾害造成江西、安徽、湖北、湖南、广西、贵州、广东、重庆、四川等27省（区、市）4552.3万人次受灾，142人死亡失踪，3.5万间房屋倒塌，直接经济损失1160.5亿元。与近5年同期均值相比，因灾死亡失踪人数下降56.5%，倒塌房屋数量下降72.4%，直接经济损失下降5.0%。截至7月28日，主汛期（6月1日）以来，洪涝灾害造成江西、安徽、湖北等27省（区、市）5481.1万人次受灾，158人死亡失踪，376万人次紧急转移安置；4.1万间房屋倒塌，36.8万间不同程度损坏；农作物受灾面积5283.3千公顷；直接经济损失1444.3亿元。与近5年同期均值相比，受灾人次上升23.4%，因灾死亡失踪人数下降53.9%，紧急转移安置人次上升36.7%，倒塌房屋数量下降68.4%，直接经济损失上升13.8%。
8月13日，中华人民共和国水利部副部长叶建春表示，2020年以来中華人民共和國共有634条河流发生超警以上洪水，长江、黄河、淮河、珠江、太湖等流域大江大河发生12次编号洪水。因洪涝灾害死亡失踪219人，倒塌房屋5.4万间，比前5年均值分别减少54.8%和65.3%。洪涝灾害造成6346万人次受灾、直接经济损失1789.6亿元，比前5年均值偏多12.7%和15.5%。

## 雨量统计
截至6月30日，由6月1日開始共5轮强降雨過程，近150万平方公里国土累计超过200毫米，其中70万平方公里国土累计超过300毫米，其中5万平方公里国土累计超过500毫米。
多地的一天降水量破歷史記錄。湖北宜昌市夷陵区（164.7毫米，6月27日）日降水量破夏季极值，另有8个市县的日降水量破当地历史記錄，分别为广西阳朔（327.7毫米，6月7日）、武鸣（257.4毫米，6月25日）和富川（237.0毫米，6月7日），贵州惠水（215.4毫米，6月24日），重庆南川（149.3毫米，6月22日），四川西昌（144.3毫米，6月18日），甘肃静宁（112.5毫米，6月26日），西藏墨竹工卡（48.7毫米，6月23日）。
6月1日至7月7日，长江中下游地区出现了6次强降雨，长江流域平均降水量346.9毫米，为1961年以来同期第二位，超过1998年中國水災同期数据。

## 傳媒報導

### 災區深入報導
儘管水災在5月底肇始，主流傳媒對災區深入調查報導，始於6月18日《南方周末》。這是由於前清華大學歷史系教授、廣西人秦晖在6月7日家鄉陽朔旅遊受洪水圍困2天，他記述：「几位领导[...]候在岸上，获救者上岸后便前来热烈握手，同时旁边的记者照相、摄像并举，满满的正能量顿时立此存照。（註：參見中共總書記習近平提出政治口號正能量）[...]『在被困的30多个小时里，我们既惊慌又惶恐，但是我们坚信当地政府和村民以及公益组织不会忘记我们[...]，我们决定向菠萝救援队捐赠善款，希望他们利用这笔钱在日后帮助更多的人。』记者随后连声几次追问：『还有呢？你还有些要说的吧？』但她再也没说什么。我们都猜，那记者等的就是感谢领导[...]平心而论，当地政府虽然一直没有为我们出动公家救援力量，我们也没有从他们那里拿到哪怕一包方便面，但在我们被困期间，政府还是派人定时地询问我们的情况。而且据说有规定，民间救援力量在这种情况下也必须由政府统筹，[...]我们还是应该感谢政府批准民间志愿者救援」。另外秦晖也對水庫泄洪而未獲通知多有描述，他的記述獲《南方周末》深入跟進報導，令水災在全國獲更大關注。

### 中國水壩安全的輿論
中國官方在本次水災期間強調安全問題大多在病险小型水库、中小河流。其中國家減災委專家委員指2019冠状病毒病中国大陆疫情限制人員流動，令冬春季的水壩維修、檢查、幹部應對培訓、涉水工程受阻。
官方多番表示小型水庫才有問題。6月30日水利部水旱灾害防御司副司长王章立：“全国98,000多座水库当中，小型水库占到了94,000多座（註：佔96%），同时这些小型水库大多是上世纪五六十年代（註：大躍進）建的，质量差、标准低，特别是管理不规范，还有很多隐患。”（註：大躍進時所修的水庫所導致最嚴重事件，見文化大革命時的河南“75·8”水库溃坝）。7月2日，国家减灾委专家委员、京都大学工学博士程晓陶：「现在比较难的是小型水库，它不是国家管理，甚至都没有管理机构，很多设在村镇一级，甚至承包给农民，管理水平比较低」；他又提到「随着城镇居民用水和工业用水量增加，水库存在保供水的压力。现在很多的水库，蓄水就靠汛期几场暴雨提供，这样防洪跟保供水之间存在矛盾。[...]2019年国家水利部发给各地的通知还是一个死命令，[...]可是地方上叫苦连天，万一蓄不上水，供水怎么保证？」6月11日，水利部副部长叶建春：「94000多座是小型水库，这里有一部分还存在病险，这些水库当中的病险水库不能按照原来的设计能力来防洪和挡水」。
官方多番表示中小型河流管治才有問題。国家减灾委专家委员、京都大学工学博士程晓陶說「中小河流的堤防大部分都是土堤，上游缺少大型的控制性水库。」；又說「大江大河都有流域管理机构，但是中小河流没有流域机构。过去中小河流中央政府不投资，主要靠地方政府，地方政府又说没钱，一些中西部省份主要靠中央财政转移支付在支持。这些年中小河流问题比较突出，主要的洪灾不是发生在大江大河，而是发生在中小河流。」水利部水文水资源监测预报中心副主任刘志雨在6月30日說：「从6月19日以来持续降雨，部分中小河流都发生了超历史洪水，像重庆的綦江。要关注长江上游，特别是关注一些地区发生中小河流洪水、山洪灾害。[...]特别要关注长江上游地区重庆、四川、贵州，以及中下游沿江的像湖北、湖南、安徽。」
2019冠状病毒病中国大陆疫情的影響方面，国家减灾委专家委员、京都大学工学博士程晓陶說「今年水利受疫情影响非常显著。一是堤防维护，维护主要靠冬修春修，但是今年冬修春修正值抗疫，人的流动受限；二是，很多应在汛前完工的涉水工程受到疫情影响。另外，今年水利部和各级政府的防汛检查、对基层干部的培训都受到疫情影响。」

### 中國大陸社交媒體「熱搜」對水災「冷處理」的质疑
端传媒专栏文章认为，中國内地官方傳媒對水災的报道总量与2019年同期持平，然則各大民營门户网站和纸媒只在不當眼版面低調發稿，仅《财新》、《新京报》、《三联生活周刊》有深入報道，并怀疑各大社交媒體平台的運營方在此平台「熱搜」裡對水災「冷處理」，包括了新浪微博、微信、抖音等，它們平台都少有水災新聞或用戶投稿。其中抖音的视频水災消息投稿者主要是官方媒體或地方政府的官方帳號，相反民營報章的视频投稿、民眾的第一身現場视频投稿的流量則遠遠不如官媒，這引起人們對中國民間媒體生態的討論。
另一方面，观察者网在凤凰网发表的评论文章引述社交媒体用户讨论，驳斥了媒体缺失水灾报道的观点，其中也提到暴雨导致桂林甲秀桥成为水中“孤岛”的震撼景象，央视新闻就是首发媒体之一。
前清華大學歷史系教授秦晖在家鄉廣西桂林陽朔受到强降水造成的洪水圍困，6月15日寫成紀實短文《金宝河上历险记》，其中讨论了水庫泄洪而未獲通知、民間救援隊的救援、官員的賑災政治宣傳，獲《南方周末》深入跟進報導。

### 领导人指示
7月6日至7日，中國國務院總理李克強在貴州省考察時，要求地方黨政機關就洪澇災害做好受災群眾安置工作。7月8日和12日，中國國務院總理李克強和中共中央總書記習近平先後就防汛救災工作發出批示和指示。

## 備註
1. ↑  应急管理部公布2020年全国十大自然灾害的四大洪涝灾害造成死亡和失蹤人口之和[6]
2. ↑  应急管理部公布2020年全国十大自然灾害的四大洪涝灾害造成損失之和[6]

## 外部連結
新聞網站影片
- . 中新網. 2020-06-22  [2020-06-30]. （原始内容存档于2020-08-31）.
- . 潇湘晨报. 2020-06-23.  載點見Youtube （页面存档备份，存于）, 微博視頻 （页面存档备份，存于）.
- . 中新網. 2020-06-08  [2020-07-01]. （原始内容存档于2020-11-05）.
- . 新唐人. 2020-06-13  [2020-06-30]. （原始内容存档于2020-09-22）.

各省圖集
- . 澎湃新聞. 2020年6月22日. （原始内容存档于2020-07-09）. 原刊於腾讯新闻谷雨工作室微信公众号.